# Allogaster nigripennis
Allogaster nigripennis é uma espécie de cerambicídeo da tribo Achrysonini, com distribuição restrita ao Sudão.